# Representaciones culturales de Elvis Presley

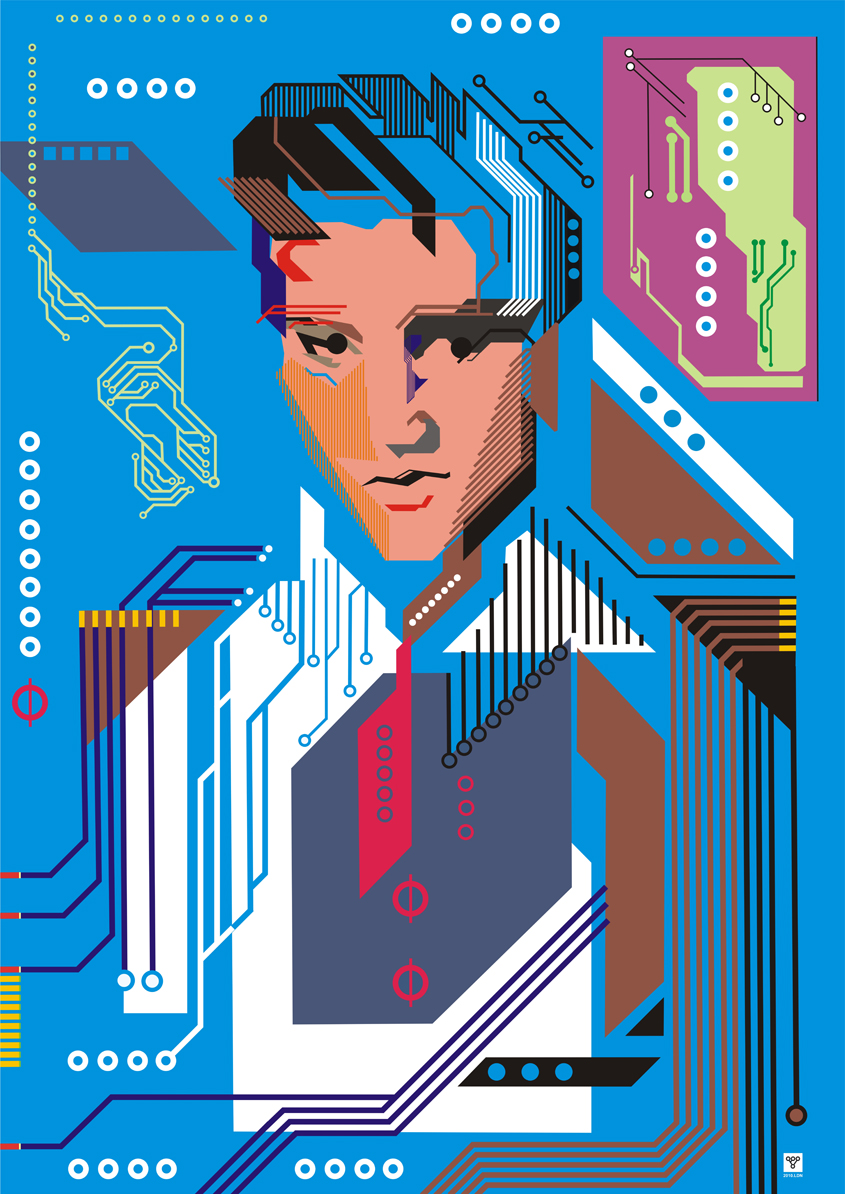
Imagen de Elvis sobre una placa de PC

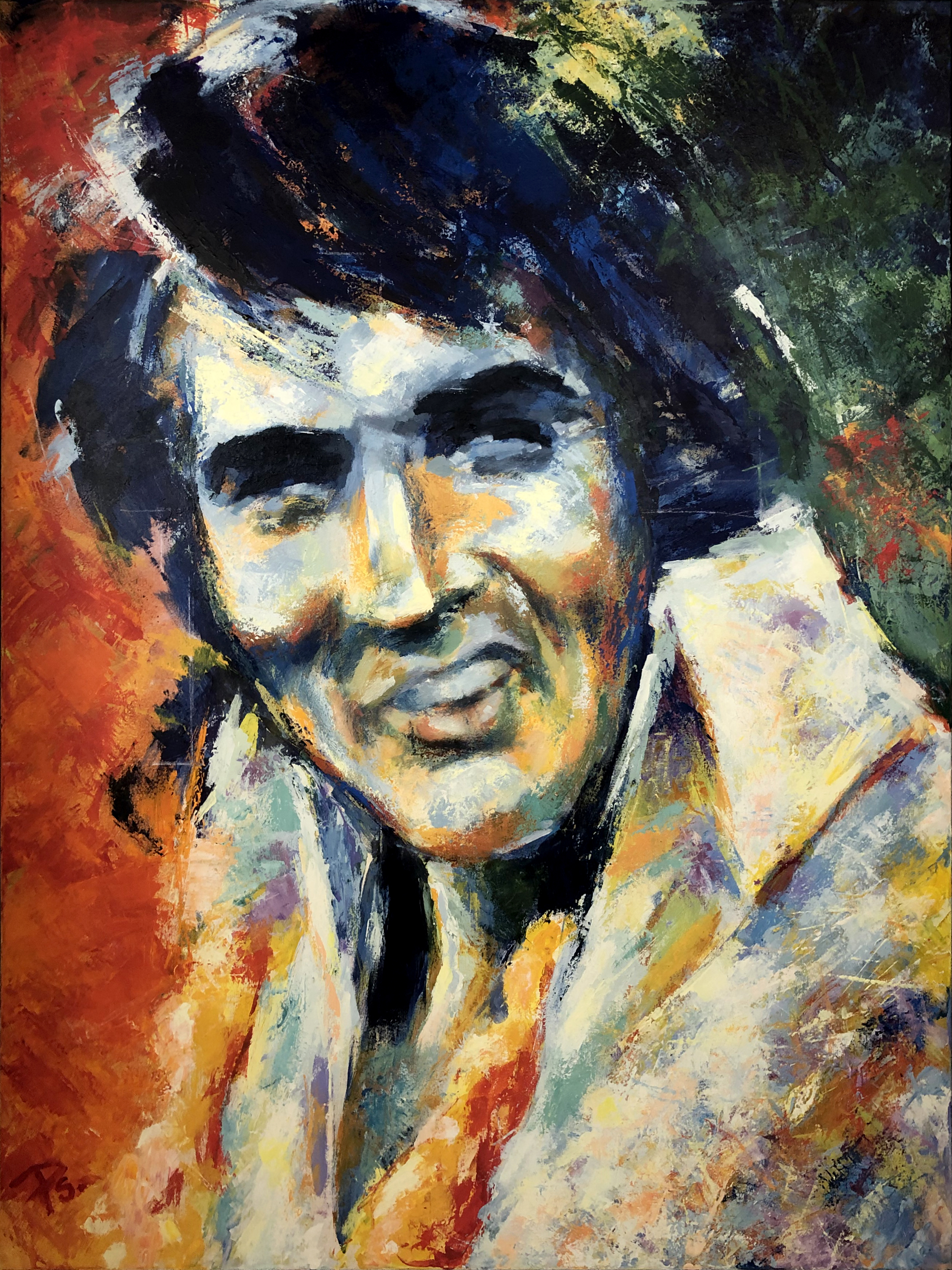
Pintura de Elvis Presley

Elvis Presley ha inspirado trabajos artísticos y culturales desde que su figura entró en la consciencia nacional. A partir de ese momento el interés en su vida pública y privada nunca se detuvo. Algunos eruditos han estudiado varios aspectos de su influencia cultural. El historiador de Billboard John Whitburn declaró a Elvis como el acto # 1 de la era del Rock.
La siguiente lista abarca varios medios masivos los cuales incluyen ítems de interés histórico, trabajos duraderos de elevado nivel artístico y recientes representaciones en la cultura popular. No se ha compilado la totalidad de referencias a Elvis en la cultura popular sino principalmente son incluidas aquellas películas, series televisivas, los trabajos y las personas con artículos en Wikipedia. Por propósitos de clasificación, la música popular está separada de la sección de óperas y oratorios. La sección televisiva abarca telefilms, miniseries y dibujos animados.

## Interpretaciones
Los apellidos de los actores se encuentran en orden alfabético
| Actor                | Personaje acreditado                    | Título (año de estreno; medio)                                                       |
| -------------------- | --------------------------------------- | ------------------------------------------------------------------------------------ |
| Lloyd Ahlquist       | Elvis Presley                           | "Michael Jackson vs. Elvis Presley," Epic Rap Battles of History (Temporada 2, 2012) |
| Austin Butler        | Elvis Presley                           | Elvis (película de 2021) dirigida por Baz Luhrmann                                   |
| Bruce Campbell       | Elvis Presley (ficticio)                | Bubba Ho-Tep (2002)                                                                  |
| Peter Dobson         | joven Elvis Presley                     | Forest Gump (1994)                                                                   |
| Tyler Hilton         | joven Elvis Presley                     | Walk the Line (2006)                                                                 |
| Don Johnson          | Elvis Presley                           | Elvis and the Beauty Queen (1981; telefilm)                                          |
| Harvey Keitel        | Elvis Presley (ficticio)                | Finding Graceland (1998)                                                             |
| David Keith          | Elvis Presley (ficticio)                | Heartbreak Hotel (1988)                                                              |
| Val Kilmer           | Elvis Presley (ficticio)                | True Romance (1993)                                                                  |
| Shawn Klush          | Elvis Presley (ficticio)                | Vinyl; Temporada 1: Episodio 7: The King and I (2016)                                |
| Ron Livingston       | Elvis Presley (ficticio)                | Shangri-La Suite (2016)                                                              |
| Reiley McClendon     | Elvis Presley (ficticio)                | Shangri-La Suite (2016)                                                              |
| Gil McKinney         | Elvis Presley (ficticio)                | Elvis Has Left the Building (2004; directo a video)                                  |
| Dale Midkiff         | Elvis Presley                           | Elvis and Me (1988; Telefilm)                                                        |
| Robert Patrick       | Elvis Presley                           | Lonely Street (2008)                                                                 |
| Rick Peters          | Elvis Presley                           | Elvis Meets Nixon (1997; Telefilm)                                                   |
| Jonathan Rhys-Meyers | Elvis Presley                           | Elvis (2005; miniseries)                                                             |
| Kurt Russell         | Elvis Presley                           | Elvis (1979; TV film)                                                                |
| Kurt Russell         | Elvis Presley (voz)                     | Forrest Gump (1994)                                                                  |
| Michael Shannon      | Elvis Presley, a los 35 años            | Elvis & Nixon (2016)                                                                 |
| Martin Shaw          | Elvis Presley                           | Are You Lonesome Tonight? (1985)                                                     |
| Frank Stallone       | Elvis Presley (ficticio)                | Angels with Angles (2005)                                                            |
| George Thomas        | Elvis Presley ficción como John Burrows | Memphis Rising, Elvis Returns (2009)                                                 |
| Jeff Yagher          | Elvis Presley (ficticio)                | "The Once And Future King," La dimensión desconocida (Temporada 2, 1986)             |
| Jack White           | Elvis Presley (ficticio)                | Walk Hard (2007)                                                                     |

## Publicidades y marcas
Elvis & Kresse, una compañía propiedad de Kresse Wesling y James (llamado Elvis en la universidad) Henrit cuyo reciclaje de desechos industriales, mayoritariamente mangueras de incendio viejas convertidas en nuevos productos de lujo que incluyen carteras y otros accesorios, la mitad de ellos donados a la caridad.
En 2018, la cadena de tiendas de descuento británica Poundland cambió la voz de su autoservicio checkout con la de Elvis en todos sus locales a lo largo del Reino Unido .
Otro ejemplo incluye a la campaña de 2001 de Audi Wackel-Elvis, y State Farm con el comercial de 2015 "Magic Jingle Elvis" dirigido por Roman Coppola.

## Arte
El arte relacionado con la figura de Elvis 
| Artista                                  | Trabajo                                                                                               | Lugar | Descripción | Valuación                                                              |
| ---------------------------------------- | --- | --- | --- | ---------------------------------------------------------------------- |
| Craig Alan                               | "Elvis"                                                                                               | Whitewall Galleries (headquartered in High Wycombe, London)                                                                                 | |                                                                        |
| Robert Arneson                           | "Elvis"                                                                                               | National Portrait Gallery, Washington D. C.                                                                                                 | Escultura de 8 pies |                                                                        |
| Bill Belew                               | Sin título                                                                                            | | bosquejo de un jumpsuit de Elvis | 23 de noviembre de 2013: Vendido a Sotheby's por $35.000               |
| Peter Blake                              | "Girls with their hero" (1959)                                                                        | Actualmente en Pallant House Gallery, Chichester, Inglaterra                                                                                | |                                                                        |
| Jorge Miguel. Garcia (Artista argentino) | "BMW 507 Elvis- Munchen y Graceland"                                                                  | 115 x 165 cm | | € 2.200                                                                |
| G. Boersma                               | "Double Elvis- Painting Of Woman Enjoying Portrait Of Elvis Presley By Andy Warhol" (vendido en 2018) | Originalmente expuesto en Saatchi Art | Acrílico en masonita (8" x 8") |                                                                        |
| Mr. Brainwash                            | Don't be cruel series                                                                                 | | |                                                                        |
| Ryan Callahan                            | "Hans Solo Double"                                                                                    | Robert Fontaine Gallery, Miami, FL | |                                                                        |
| George Condo                             | "Double Elvis"                                                                                        | Mostrado primeramente en Arsenale, Venice Biennale (7 de mayo de 2019)                                                                      | |                                                                        |
| Ralph Wolfe Cowen                        | "Elvis"                                                                                               | National Portrait Gallery, Washington D. C. (Su pintura hermana se encuentra en Graceland, Memphis, TN)                                     | |                                                                        |
| William Eggleston                        | Sin título (1983; impreso en 1984)                                                                    | Smithsonian American Art Museum (regalo de Amy Loeserman Klein)                                                                             | IRepresentación de Elvis y Priscilla |                                                                        |
| Stefano Fioresi                          | "My interior: Double Elvis"                                                                           | Istituto Italiano di Cultura, Stoccarda | |                                                                        |
| Adrian Ghenie                            | "Elvis"                                                                                               | | | 17 de mayo de 2018: vendido en US$ 519.000                             |
| Douglas Gordon                           | "Self Portrait of You and Me" (2015)                                                                  | | |                                                                        |
| Red Grooms                               | "Elvis"                                                                                               | Galería Nacional de Retratos, Washington D. C.                                                                                              | |                                                                        |
| Peter Halley                             | "Elvis"                                                                                               | | | 12 de noviembre de 2015: vendido por US$ 262.000                       |
| Keith Haring                             | "Elvis"                                                                                               | | | 7 de octubre de 2017: vendido ´por US$ 121.000                         |
| Corinna Heumann                          | "Warhol Meets Lichtenstein (Elvis)" (2004)                                                            | | |                                                                        |
| Gottfried Helnwein                       | "Boulevard of Broken dreams" (1985)                                                                   | Museo de arte de Filadelfia (2017) | |                                                                        |
| Roberto Jimenez                          | "Eight Red Elvises" (2012)                                                                            | | |                                                                        |
| Jeff Koons                               | "Triple Elvis"                                                                                        | | | 13 de mayo de 2015: vendido por US$ 8.565.000                          |
| Milorad Krstic                           | Radmila and Elvis                                                                                     | Lágymányosi Bridge, Budapest | |                                                                        |
| Marc Lacroix                             | "The White Hand of Salvador Dalí wearing the shirt Elvis gave him" (1971)                             | Propiedad de Damien Leclere, Marseilla, Francia                                                                                             | |                                                                        |
| Shannon Oksanen                          | "Blue Elvis" (2008)                                                                                   | Vancouver Art Gallery | Óleo sobre lino (20 x 18 pulgadas) | Estimado. US$5.500                                                     |
| Dren Maliqui                             | "Face to Face"                                                                                        | La galería de bellas artes – regalo de la colección de Rajko Mamuzić, Novi Sad, Serbia (7 de febrero de 2008)                               | |                                                                        |
| Etta McFarland                           | "Heartbreak Hotel"                                                                                    | Barns of Rose Hill, Berrybill, VA (febrero de 2019)                                                                                         | Quilt |                                                                        |
| Ivan Messac                              | Sin título                                                                                            | | Serigrafía de Elvis |                                                                        |
| Meddlesome Moth                          | "The Trinity"                                                                                         | Dallas, Texas | Dibujo de Elvis, Chuck Berry y Jerry Lee Lewis en vidrio estampado (12 x 4 ft), colocado como vitral principal del local                                     |                                                                        |
| David Nicholson                          | "Rushmore Elvis" (2016)                                                                               | | Foto de Elvis en el Mount Rushmore, junto a los presidentes de los Estados Unidos George Washington, Thomas Jefferson, Abraham Lincoln, y Theodore Roosevelt |                                                                        |
| Natalie Nelson                           | "Elvis Presley's birthplace"                                                                          | Dibujo en conexión con Time magazine's "Edición especial en el sur de los Estados Unidos (publ. 6 de agosto de 2018.)                       | Ilustración |                                                                        |
| Steve Payne                              | "Elvis"                                                                                               | | Retrato del general George Dawne con la cara reemplazada por la de Elvis                                                                                     |                                                                        |
| George Dawe Guy Peellaert                | "Elvis Presley's Last Supper"                                                                         | Rock Dreams (1970-1973) | |                                                                        |
| Richard Pettibone                        | "Andy Warhol, Elvis, 1964"                                                                            | | 13.3 x 13.3 cm | Vendido en 2006 en la casa Sotheby de Londres en US$ 226.818.          |
| Pietro Psaier                            | "Wounded" (1989)                                                                                      | | Representación de Elvis y Warhol |                                                                        |
| Daniel Richter                           | "Elvis"                                                                                               | | | Vendido el 16 de noviembre de 2006 por US$ 419.200.                    |
| George Rodrigue                          | "You Ain't Nothin’ But a Blue Dog" (1996)                                                             | Neal Auction Company | 24 x 36 |                                                                        |
| Ben Roe Jr.                              | "Elvis and the Birds"                                                                                 | South Broadway Cultural Center (31 de agosto de 2019)                                                                                       | |                                                                        |
| Mimmo Rotella                            | "Elvis Presley"                                                                                       | | | Vendido el 26 de mayo de 2008 por US$157.000.                          |
| David Scheinmann                         | “Elvis/Marilyn”                                                                                       | 21c Museum Hotel, Louisville, KY | Serigrafía |                                                                        |
| David Scheinmann                         | "Elvis Playboy"                                                                                       | | | 2018: Vendido por US$5.400.                                            |
| Honoré Desmond Sharrer                   | "Leda & the Folks"                                                                                    | Actualmente cambiando su ubicación con: Smith College Museum of Art, Northampton, MA; y Pennsylvania Academy of the Fine Arts en Filadelfia | Pintura priorizando a los padres de Elvis |                                                                        |
| Robert Silvers                           | Sin título                                                                                            | | Fotomosaico de Elvis |                                                                        |
| Mark Stutzman                            | Elvis US$0.29 stamp (1993; Legends of American Music series)                                          | | Aerógrafo y acrílico rrepresentado por United States Postal Service.                                                                                         |                                                                        |
| Roger G. Taylor                          | Elvis in Art (1987)                                                                                   | Publicación de Elm Tree | Libro de ilustraciones |                                                                        |
| Lucrecia Torva                           | "Elvis"                                                                                               | Tempe Marketplace, Tempe, AZ | Mural (10 x 10 pies) |                                                                        |
| Gavin Turk                               | "Elvis, Beige and Green"                                                                              | | | Vendido el 4 de diciembre de 2012 por US$56.000.                       |
| David Uhl                                | "Elvis in tune" (2007)                                                                                | Currently at Graceland. | |                                                                        |
| Donald Urquhart                          | "Elvis"                                                                                               | Gallery of Modern Art, Glasgow | |                                                                        |
| Gary Varvel                              | "Aretha joins music royalty"                                                                          | Indianapolis Star (18 de agosto de 2018) | Caricatura |                                                                        |
| Geraldo Vitorio (Brazilian artist)       | Sin título                                                                                            | Consulado francés de São Paulo, Brazil | Pintura de Elvis y otros 5 grandes músicos fallecidos (David Bowie, John Lennon, Freddy Mercury, Jimi Hendrix, y Michael Jackson)                            |                                                                        |
| Albert Wertheimer                        | "The Kiss"                                                                                            | | Fotografía (12 x 18 in.) | Vendido el 9 de octubre de 2009 a la actriz Diane Keaton por US$4.063. |
| David Willardson                         | "Elvis I & II"                                                                                        | Rebecca Molayem Gallery, West Hollywood, CA                                                                                                 | |                                                                        |
| Ronnie Wood                              | "Elvis I 1988"                                                                                        | | Esterigrafía en papel (30 x 23 pulgadas), |                                                                        |
| Russel Young                             | "Elvis"                                                                                               | | | Vendido el 28 de julio de 2006 por US$11.875                           |

### Andy Warhol
Andy Warhol's "Portrait of Jean-Michel as David" (1986) es una obra del artista Jean-Michel Basquiat en la cual revisa la pintura de Warhol "Double Elvis." Fue vendida en Sotheby's en New York City el 14  de mayo de 2014 por US$ 3.189.000.
Essabido que Warhol realizó varias cerigrafías de Elvis. .Los precios pagados (en las casas de subastas o en forma privada) por diez de las serigrafías a continuación, a fines de abril de 2020 totalizan US$ 344.000.000. 
| Trabajos                                        | Ubicaciones originales y copias | Precio pagado                                        |
| ----------------------------------------------- | --- | ---------------------------------------------------- |
| "Single Elvis" (1963)                           | The Broad Museum, Los Ángeles, CA Serigrafías similares de 1963 se hallan en: - Museo Ludwig, Cologne, Alemania; - National Gallery of Australia, Canberra, Australia; - the Akron Art Museum, Akron, Ohio - The Andy Warhol Museum en Pittsburgh, Pensilvania - Art Institute of Chicago, Chicago. | 2004: US$3.367.500. 2009: indeterminado              |
| "Elvis X2" (1963–64)                            | 1. Galería de Arte de Ontario, Toronto; y 2. Pergamon Museum of Art, Berlín. |                                                      |
| "Double Elvis" (1963)                           | Otras 21 serigrafías similares o cercanamente parecidas se dicen que existen, incluyendo a las ubicadas en: 1. Seattle Art Museum, Seattle 2. Guggenheim Museum Bilbao, Bilbao, España (6 x 6.9 pies); 3. Kunsthalle Hamburg, Hamburgo, 4. Fukuoka Art Museum, Japón; 5. "Ghost Elvis," (El fantasma de Elvis) la imagen final y más opaca en la serie como fue exhibida en la Galería Halcyon de Londres en julio de 2012 y 6. The Future Perfect Gallery Los Ángeles, desde 2018 localizada dentro de una sección de la casa hacia la 1174 N. Hillcrest Rd | 1989 (privada): US$750.000. 2019: US$ 25.46 millones |
| "Double Elvis" (1963; 3.5 x 6.6 ft)             | Another original, entitled "Elvis 2 times" (1963), can be found at the Whitney Museum of American Art, New York. | 2012: US$ 37.100.000 2018: US$ 37.000.000            |
| "Double Elvis" (1963; 4.3 x 6.8 ft)             | Galerie Bruno Bischofberger, Zúrich; Galleria Gian Enzo Sperone, Roma; Colección privada en Turín Galería Dominique Lévy, Génova | 2019: US$ 53.000.000                                 |
| "Elvis I and II" (1963; 13 x 6.82 ft)           | Actualmente en la Galería de Arte de Ontario, Toronto | 2017: US$ 15.700.000                                 |
| "Triple Elvis" (1964; 208.3 x 121.5 cm)         | | 1998: US$ 1.872.500                                  |
| "Triple Elvis" (1963; 6.8 x 9.8 ft)             | Otras cuatro cerigrafías de 1963 pueden encontrarse en: 1. Richmond Art Museum, Richmond - Mississippi Museum of Art, Jackson 2. Metropolitan Museum of Art, New York 3. Milan's Italian Gallery (Luigi e Peppino Agrati Collection, mayo de 2018) 4. Saatchi Gallery, Londres | 2014: US$ 81.900.000                                 |
| "Elvis Five"                                    | The Andy Warhol Museum, Pittsburgh |                                                      |
| "Eight Elvises" (1963; 6.5 × 12 ft)             | | 2008: US$100.000.000                                 |
| "Elvis Eleven Times" (1963)                     | Actualmente en The Andy Warhol Museum, Pittsburgh |                                                      |
| "Campbell's Elvis" (1962)                       | | 2010: US$ 1.450.000 2019: US$ 2.850.000              |
| "Gold(en) Boot (Slippers) Elvis Presley" (1957) | Actualmente pertenece a la colección privada del actor Tom Lacy |                                                      |
| "Red Elvis" (1962)                              | | 2000: US$ 2.900.000                                  |
| "Elvis 21 times" (1962)                         | Actualmente en: Joseph K. Levene Fine Art, Ltd. Nueva York | 1993: no revelado                                    |
| "Elvis 49 times" (1964; 5 x 7 ft)               | Colgada en la casa del multimillonario Robert Mnuchin. | 1980s: US$ 75.000                                    |
| "Elvis Presley Rock Close Up" (1964)            | Art NY Gallery. |                                                      |

## Dibujos animados
Los cartoons de Elvis incluyen:
- Bloom County, por Berkeley Breathed, en el que Elvis es un personaje en la tira.[28]
- Dark Future de Kim Newman, en el que Elvis es un personaje principal.[29]
- Elvis at the Gates of Heaven, (Elvis en las puertas del cielo) una animación creada por Stan Lee;[30]
- Bubba Ho-Tep x Army of Darkness I y II, una serie de libros de cómics de Scott Duvall con el trabajo artístico de Vincenzo Federici.
- Agent Elvis, una serie de animación de adultos acerca de un artista que lleva una doble vida como espía y cantante. Producida por Sony Animation Studios (Netflix, 2023).[31]
- El mundo de Bobby, se menciona a Elvis en varias oportunidades. En el capítulo The Night of the Living Pumpkin el tío Ted se disfraza de Elvis Presley. [32]
- Elvis Presley (Earth-616) de Marvel comics donde Elvis es considerado un alien que llegó a la Tierra.y aprendió a tocar la guitarra a través del personaje de Makkari.[33]
- El ataque de los tomates asesinos (serie cartoon basada en la película homónima precedente) 1990 - 1991. El personaje secundario del rocker Johnny Tomato es una clara alusión a Elvis.[34]
- Li'l Elvis Jones and the Truckstoppers, serie cartoon de origen australiano sobre las aventuras del joven Little Elvis Jones y su talento como cantante y guitarrista.[35]
- Scooby Doo. En la octava temporada de la serie de la Hanna - Barbera, en el capítulo "The spirit of Rock and Roll" los protagonistas deben resolver un misterio relacionado con el cantante Purvis Parker (Pelvis Parker en Latinoamérica) que es una clara alusión a Elvis.[36]

## Academia
- Universidad de Iowa' "American Popular Arts, Elvis as Anthology", 1992 3 curso Iowa City, Estados Unidos[37]
- Norwalk Community College's Elvis Presley and the American Dream, 1995 (curso acreditado), Norwalk, Estados Unidos[38]
- University of Mississippi's International conferencia de 6 días sobre Elvis Presley, agosto de 1995, Oxford, Estados Unidos[39]
- Open University maestría de arte en cultura popular: Elvis Presley", 2005, Milton Keynes, Reino Unido[40]
- Lakehead University lecturas  "Looking for Elvis", junio de 2009, Orillia, Ontario, Canadá[41]
- Arizona State University Elvis- MUSIC 354, Verano de 2015, curso, Phoenix, Arizona, Estados Unidos[42]
- Universidad de Oviedo  "Elvis, a synthesis of an América in B&W" 2016, Oviedo, Gijón y Avilés campus, España[43]
- University of Kent' "Elvis Presley seminario", junio de 2017, Canterbury, Reino Unido
- Stonehill College  2018 seminario periódico sobre la muerte de Elvis Presley, Easton
- University of Adelaide  MUSGEN 2001 - 2018 Seminario "Desde Elvis a YouTube",  Adelaida, Australia[44]
- York University  "All thing Elvis"  10 de junio de 2019 lectura, Toronto, Canadá[45]

## Eventos
La tormenta de verano de 2003 fue llamada "Huracán Elvis

### Festivales
- Festival de Míchigan en honor a Elvis, celebrado primero en 1989, y desde entonces anualmente en Riverside Park y Depot Town en Ypsilanti, Míchigan[46]
- Parkes Elvis Festival, primero celebrado en 1993, desde entonces anualmente desde 2005 en Parkes, New South Wales, Australia[47]
- Collingwood Elvis Festival, celebrado por primera vez en 1995, y desde entonces anualmente en Collingwood, Ontario, Canadá[48]
- Tupelo Elvis Festival, celebrado por primera vez en 1998,y desde entonces anualmente. Tupelo, Misisipi[49]
- Penticton Elvis Festival, llevado a cabo en 2002 por vez primera y anualmente desde 2010 en Okanagan Valley, Columbia Británica, Canadá
- Kobe Elvis Festival, anualmente celebrado desde 2010 en Kobe, Japón[50]
- Brunswick Elvis Festival, se comenzó a celebrar desde 2011 de manera anual en Brunswick, Georgia, Estados Unidos[51]
- Niagara Falls Elvis Festival, celebrado desde 2017 en las Cataratas del Niágara, Nueva York, Estados Unidos[52]
- Nashville Elvis Festival, celebrado por vez primera en 2017, desde entonces anualmente en Nashville, Tennessee, Estados Unidos
- "Starring Louisiana", desfile Krewe de Baco, 2019, con la carroza "King Creole"t, Nueva Orleans, Luisiana, Estados Unidos[53]

## Películas
De acuerdo con John Beyfuss, quien revisa películas para Commercial Appeal de Memphis, desde 1998, ha habido un promedio de 18 películas por año las cuales poseen alguna alusión a Elvis. Antes de 1998 hubo un centenar más de menciones, las cuales establecen el número de semejantes referencias a Elvis en películas desde numerosos países en un mínimo de 400 menciones desde 1957, cuando la primera de ellas fue hecha como parte de la película documental de la BBC de Londres A night in the city.
- A Brighter Summer Day:
- Bubba Ho-Tep
- Bye Bye Birdie:[54]
- God Is the Bigger Elvis
- Elmo in Grouchland:
- Elvis & Nixon
- Elvis and the Beauty Queen película protagonizada por Don Johnson en el papel de Elvis y Stephanie Zimbalist como Linda Thompson, melodrama que aborda la relación entre Elvis y la reina de la belleza Thompson.[3]
- Elvis Meets Nixon (1997) película coproducida entre Canadá y Estados Unidos protagonizada por Rick Peters en el rol de Elvis.
- Elvis Has Left the Building protagonizada por Kim Basinger
- Finding Graceland [55]
- Grease comedia musical protagonizada por John Travolta y Olivia Newton-John. Se menciona a Elvis en algunas secuencias musicales y los protagonistas llevan su look de los años 50s. También hay una secuencia de baile con el tema Hound Dog
- Happy Feet: El personaje de Memphis está basado en la personalidad y voz de Elvis y es llamado como la ciudad donde Elvis vivió la mayor parte de su vida. Hugh Jackman puso la voz para el personaje y realizó su propia imitación de Elvis.
- Honeymoon in Vegas:
- Hounddog (2007) con Dakota Fanning
- Kiss Kiss Bang Bang: Harry briefly brings Elvis back to life
- Mira quién habla (Look Who's Talking) con John Travolta y Kristie Alley donde ambos suelen llamarse bajo los apodos de Elvis y Priscilla respectivamente.
- Mira quién habla también  John Travolta realiza una coreografía junto al tema "All shoock up" interpretado por Elvis.
- Looney Tunes: Back in Action: the song "Viva Las Vegas" plays upon arrival in Las Vegas.
- Heartbreak Hotel con David Keith. Elvis es raptado por un grupo de jóvenes.
- Independence Day: se menciona la frase "Elvis has left the building!" entre otras.
- Let's Make Love:
- Lilo & Stitch (películas y serie)
- Man on the Moon: Jim Carrey  realiza una imitación de Elvis.
- Men in Black: En el automóvil el agente K canta junto a un cassette la versión de Elvis del tema Promised Land. Cuando el agente J. sarcásticamente le pregunta si sabe que Elvis ha muerto, el agente K le responde "No, Elvis no está muerto, él solo se fue a casa" aludiendo a que Elvis es un visitante de otro planeta en la Tierra.
- Mystery Train: El fantasma de Elvis se le aparece en un sueño al personaje de Luisa.[56]
- Oblivion: Jack has an Elvis bobble-head doll
- The Outsiders
- Pulp Fiction:
- RoboCop 2: El esqueleto de Elvis junto a una fotografía en vida del astro es visto por Robocop en una planta usina mientras el villano Caim se esconde en el sitio.
- Rock-A-Doodle.
- Scary Prairie, en la ficción de este corto animado Elvis trata de rescatar a Marilyn Monroe de unos monstruos.[57]
- This is Spinal Tap: el grupo visita Graceland
- 3000 Miles to Graceland: un grupo planea un robo en Las Vegas vestidos como imitadores de Elvis.[58]
- Touched by Love, también conocida como To Elvis, with Love [59]
- Top Secret!: Nick River interpreta  "Are You Lonesome Tonight?" y Tutti Frutti. El film parodia las películas de espías y las musicales de Elvis.
- Tropico: En este video musical Elvis es mostrado en el Jardín del Edén junto con Adán, Eva, Jesús, la virgen María, John Wayne y Marilyn Monroe[60]
- True Romance:
- Walk the line película sobre la vida de Johnny Cash donde el actor Tyler Hilton interpreta a Elvis.
- Wild at Heart: el personaje de Sailor, interpretado por Nicolas Cage, canta "Love me" y también mencionan a la canción de Elvis "Love me tender"
- Wired: John Belushi imita a Elvis[61]

## Literatura
- Ace Tucker Space Trucker por James R. Tramontana[62]
- Almost famous (novela escrita por Cameron Crowe en 1996, b pero solo publicada en 2019)
- The Armageddon trilogy por Robert Rankin[63]
- Biggest Elvis por P. F. Kluge[64]
- Elvissey por Jack Womack (1993)[65]
- Elvis and me (Elvis y yo( por Priscilla Presley[66]
- Elvis la novela gráfica[67]
- Hitchhikers Guide to the Galaxy: Mostly Harmless [68]
- The Kane Chronicles: Carter tiene que robar la tumba de Elvis para obtener una importante pista.
- Letters from Elvis, por Gary Lindberg[69]
- Love me tender por Roy Paul Shields[70]
- King Clone por Ted Harrison
- Nightmares & Dreamscapes: "You Know They Got a Hell of a Band" [71]
- The Odd Thomas serie por Dean Koontz
- Raised on Rock, por Thomas Drago
- Refried Elvis, Erik Zolov[72]
- Rey Criollo, Parmenides Garcia Saldaña [73]
- Southern Vampire Mysteries por Charlaine Harris
- Truth like the sun por Jim Lynch, 2012.[74]
- Big bang por David Bowman, 2019[75]

## Ciencia y tecnología
- Elvis (editor de texto)
- Elvis sistema operativo[76]
- Elvis, un nombre código para Nokia Lumia 1020
- 17059 Elvis, un asteroide[77]
- Elvis (helicóptero)[78]

## Cultura popular
- "Elvis has left the building"
- La mafia de Memphis
- Avistamientos de Elvis (ver "¿Está vivo Elvis?")
- Imitadores de Elvis[79]

## Música y producción escénica
- Are You Lonesome Tonight?
- All Shook Up (musical) [80]
- All the King's women by Luigi Jannuzzi[81]
- Aye, Elvis by Morna Young, Directed By Ken Alexander[82]
- Beach Blanket Babylon [83]
- Bye Bye Birdie [84]
- Cooking with Elvis (Cocinando con Elvis) [85]
- Elvis sings "Old Shep", por Anne McKee[86]
- Four Weddings and an Elvis by Nancy Frick.[87]
- Graceland por Ellen Byron, dirigida por Tommy Wooten
- Grease
- Happy Days (Días felices)
- Heartbreak Hotel por Floyd Mutrux
- Joseph and the Amazing Technicolor Dreamcoat: Pharaoh is acted in the style of Presley
- Million Dollar Quartet por Floyd Mutrux[88]
- Nunsense II: Sister Mary Hubert imita a Elvis[89]
- Picasso en el Lapin Agile
- Smokey Joe's Cafe:[90] presentando las canciones de Elvis "Trouble" y "Treat Me Nice"
- Elvis Radio[91]

## Televisión